# Duluth
Duluth er en amerikansk by i staten Minnesota. Byen er administrativt centrum i det amerikanske county St. Louis County. I 2000 havde byen 86.918 indbyggere. Sammen med byen Superior, Wisconsin danner Duluth en metropol kaldet Twin Ports. De to byer deler en havn, som er en af de vigtigste havne ved the Great Lakes.
Bob Dylan blev født i byen i 1941, og han har efterfølgende fået en vej i byen opkaldt efter sig. I mange år har der også været en restaurant i byen, hvis tema er Bob Dylan, og denne har tiltrukket mange turister i årenes løb.